# بويو (الإكوادور)
بويو (بالإسبانية: Nuestra Señora del Rosario de Pompeya de Puyo )‏ هي مدينة، في الإكوادور، تتبع مقاطعة باستازا ، وهي عاصمتها، بلغ عدد سكانها 33,557 نسمة في 2010، رمزها البريدي هو EC160150.

## المناخ
يظهر الجدول التالي التغييرات المناخية على مدار السنة لبويو:
| البيانات المناخية لـبويو          | البيانات المناخية لـبويو | البيانات المناخية لـبويو | البيانات المناخية لـبويو | البيانات المناخية لـبويو | البيانات المناخية لـبويو | البيانات المناخية لـبويو | البيانات المناخية لـبويو | البيانات المناخية لـبويو | البيانات المناخية لـبويو | البيانات المناخية لـبويو | البيانات المناخية لـبويو | البيانات المناخية لـبويو | البيانات المناخية لـبويو |
| الشهر                             | يناير                    | فبراير                   | مارس                     | أبريل                    | مايو                     | يونيو                    | يوليو                    | أغسطس                    | سبتمبر                   | أكتوبر                   | نوفمبر                   | ديسمبر                   | المعدل السنوي            |
| --------------------------------- | ------------------------ | ------------------------ | ------------------------ | ------------------------ | ------------------------ | ------------------------ | ------------------------ | ------------------------ | ------------------------ | ------------------------ | ------------------------ | ------------------------ | ------------------------ |
| متوسط درجة الحرارة الكبرى °م (°ف) | 25.9 (78.6)              | 26.1 (79.0)              | 26.1 (79.0)              | 26.2 (79.2)              | 25.8 (78.4)              | 25.2 (77.4)              | 24.9 (76.8)              | 26.0 (78.8)              | 26.7 (80.1)              | 26.8 (80.2)              | 26.9 (80.4)              | 26.6 (79.9)              | 26.1 (79.0)              |
| المتوسط اليومي °م (°ف)            | 21.4 (70.5)              | 21.5 (70.7)              | 21.5 (70.7)              | 21.6 (70.9)              | 21.3 (70.3)              | 20.6 (69.1)              | 20.4 (68.7)              | 21.0 (69.8)              | 21.4 (70.5)              | 21.5 (70.7)              | 21.9 (71.4)              | 21.8 (71.2)              | 21.3 (70.4)              |
| متوسط درجة الحرارة الصغرى °م (°ف) | 16.9 (62.4)              | 17.0 (62.6)              | 17.0 (62.6)              | 17.0 (62.6)              | 16.9 (62.4)              | 16.1 (61.0)              | 16.0 (60.8)              | 16.0 (60.8)              | 16.2 (61.2)              | 16.3 (61.3)              | 16.9 (62.4)              | 17.0 (62.6)              | 16.6 (61.9)              |
| الهطول مم (إنش)                   | 301 (11.9)               | 298 (11.7)               | 429 (16.9)               | 465 (18.3)               | 408 (16.1)               | 457 (18.0)               | 389 (15.3)               | 346 (13.6)               | 365 (14.4)               | 382 (15.0)               | 364 (14.3)               | 332 (13.1)               | 4٬536 (178.6)            |
| متوسط أيام هطول الأمطار           | 21                       | 20                       | 23                       | 23                       | 24                       | 24                       | 22                       | 21                       | 21                       | 22                       | 22                       | 22                       | 265                      |
| المصدر #1: The Weather Network    |                          |                          |                          |                          |                          |                          |                          |                          |                          |                          |                          |                          |                          |
| المصدر #2: Climate-Data.org       |                          |                          |                          |                          |                          |                          |                          |                          |                          |                          |                          |                          |                          |